# Coxsone Dodd
Coxsone Dodd   (Kingston, 26 de gener de 1932 - Kingston, 5 de maig de 2004) nom abreujat de Clement Seymour «Sir Coxsone» Dodd va ser un productor musical jamaicà que va influir en el desenvolupament de la música ska i reggae a les dècades de 1950 i 1960.
Va rebre el sobrenom de «Coxsone» a l'escola pel seu talent com a jugador de criquet (els seus amics el van comparar amb Alec Coxon, membre del Yorkshire County Cricket Club als anys 1940).

## Biografia
Dodd solia gravar discos als clients a la botiga dels seus pares. Durant una temporada que va viure al Sud dels Estats Units es va familiaritzar amb la música rhythm and blues popular allà en aquell moment. El 1954, de tornada a Jamaica, va muntar un sound system, essent el propietari d'un amplificador, un tocadiscs i d'alguns discos que importà de Nova Orleans i Miami.
Amb l'èxit del seu sound system, Dodd feu viatges als Estats Units a la recerca de noves melodies per atreure el públic jamaicà. Mentrestant, la seva mare, Doris Darlington, dirigia el sound system. Dodd va instal·lar cinc sound systems diferents, un per cada nit. Per dirigir els seus sound systems, Dodd va confiar amb músics com Lee «Scratch» Perry, que era la seva mà dreta, U-Roy i Prince Buster.

### Carrera com a productor
Quan la moda del R&B va acabar als Estats Units, Dodd es va veure obligat a començar a gravar la seva pròpia música per a satisfer la demanda local de nova música 
El 1959 va fundar una companyia discogràfica anomenada Worldisc. El 1962 va produir el disc de jazz I Cover the Waterfront per al segell Port-O-Jam. Dos dels músics que van tocar al disc, Roland Alphonso i Don Drummond, van ser membres fundadors de The Skatalites un any després. El 1963 va obrir l'Studio One a Brentford Road, Kingston. Va ser el primer estudi de gravació negre de Jamaica i hi realitzava audicions regulars els diumenges al vespre a la recerca de nous talents, i va ser aquí on Dodd va conèixer Bob Marley com a cantant de The Wailers.
A principis dels anys 1960, Dodd produí èxits skatilítcs de Toots and The Maytals, The Gaylads i The Skatalites. La cançó «You're Wondering Now» va ser gravada inicialment el 1964 per Andy & Joey a Jamaica, i posteriorment versionada per The Skatalites, The Specials i Amy Winehouse. També es va utilitzar com a melodia de la sèrie de televisió Death in Paradise.
A finals dels anys 1970, l'Studio One era sinònim del so ska, rocksteady i reggae, i Dodd va atreure alguns dels nous músics jamaicans, inclosos Burning Spear, Ras Michael, Delroy Wilson, Horace Andy, Sound Dimension i Sugar Minott.

## Reconeixements
Va continuar actiu en la indústria musical fins als setanta anys i l'1 de maig de 2004, Kingston's Brentford Road va passar a anomenar-se Studio One Boulevard en una cerimònia que va retre homenatge als seus èxits com a productor. Va morir sobtadament d'un infart de miocardi tres dies després, als 72 anys, mentre treballava a l'Studio One.
Dodd va rebre a títol pòstum Order of Distinction, amb el rang de Comandant, el 15 d'octubre de 2007, pel servei a la indústria musical de Jamaica.